# Gunter Weißgerber

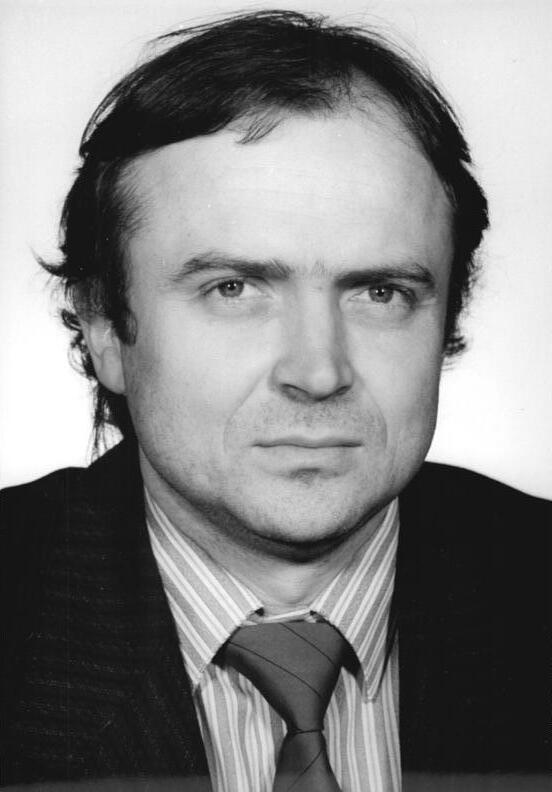
Gunter Weißgerber – 1990

Gunter Weißgerber (* 24. November 1955 in Mildenau/Erzgebirge) ist ein deutscher Politiker. Er gehörte 1989 zu den Leipziger Gründungsmitgliedern der Sozialdemokratischen Partei in der DDR (SDP) und vertrat diese 1990 in der freigewählten Volkskammer. Als Mitglied der gesamtdeutschen SPD war er von der Wiedervereinigung bis 2009 Mitglied des Deutschen Bundestages. 2019 trat er aus der SPD aus.

## Leben und Beruf
Nach dem Abitur 1975 an der Erweiterten Oberschule (EOS) in Borna war Weißgerber bis 1978 als Hauer im Braunkohletagebau Zwenkau tätig und leistete in dieser Zeit auch seinen Wehrdienst als Bausoldat ab. Anschließend begann er ein Studium der Tiefbohrtechnologie an der Bergakademie Freiberg, das er 1982 als Bergbauingenieur (Fachrichtung Bohrtechnik) beendete. Danach arbeitete er bis 1990 als Betriebsingenieur und Leiter der Abteilung Erkundungsbohrungen in der Außenstelle Silberschacht Auenhain des Braunkohlenwerks Borna.
Gunter Weißgerber ist verheiratet und hat vier Kinder. Er lebt als Unternehmensberater und Publizist in Leipzig.

## Politisches Wirken seit 1989
Gunter Weißgerber schrieb sich zum Treffen in der Leipziger Michaeliskirche am 8. Oktober 1989 bei Michael Arnold in die Liste des Neuen Forum ein.
Am 7. November 1989 gehörte Weißgerber zu den Gründungsmitgliedern der Sozialdemokratischen Partei in der DDR (SDP) in Leipzig. Von November 1989 bis März 1990 war er für die SDP Redner auf den Leipziger Montagsdemonstrationen.
Von März bis Oktober 1990 gehörte er der ersten frei gewählten Volkskammer der DDR an und zählte zu den 144 von der Volkskammer gewählten Abgeordneten, die am 3. Oktober 1990 Mitglied des Deutschen Bundestages wurden.
Bei den Bundestagswahlen 1990 und 1994  zog er über die Landesliste Sachsen in den Bundestag ein, ab 1998 war er direkt gewählter Abgeordneter des Wahlkreises Leipzig II. Bei der Bundestagswahl 2005 erreichte er dort 35,3 % der Erststimmen, womit er das sachsenweit beste SPD-Einzelergebnis als Direktkandidat (ohne Landeslisten-Absicherung) erreichte. Von 1990 bis 2005 war er der Vorsitzende der Landesgruppe Sachsen in der SPD-Bundestagsfraktion. Er arbeitete im Haushaltsausschuss des Parlaments mit. 2009 kandidierte er nicht mehr für den Bundestag.
Weißgerber spricht sich gegen Regierungskoalitionen der SPD mit der SED-Nachfolge-Partei Die Linke aus. In Anbetracht der neuen Herausforderungen an die transatlantische Sicherheitsarchitektur arbeitet Weißgerber im überparteilichen Arbeitskreis Neue Ostpolitik (AKNO) mit.
Am 7. Februar 2019 trat Weißgerber aus der SPD aus. Konkreter Anlass war, seinen Angaben zufolge, eine Abmahnung des Onlinemagazins Tichys Einblick durch die Verlagsgesellschaft Madsack nach einem Artikel seines Herausgebers Roland Tichy, der sich kritisch mit dem Medieneinfluss der SPD in Form der Deutschen Druck- und Verlagsgesellschaft beschäftigte. Weißgerber beklagte außerdem die Zerstörung früherer Grundsätze der SPD und konstatierte, die Partei würde „Freiheit nur für sich selbst beanspruchen und ihre Kritiker repressiv behandeln“. Er sei mit der SPD-Politik grundsätzlich nicht mehr einverstanden.

## Wirken als Publizist
Weißgerber veröffentlichte mehrere Bücher, schrieb für die Huffington Post und ist regelmäßiger Gastautor bei der Achse des Guten. Bis zum Frühjahr 2022  fungierte er zudem als Herausgeber des Online-Magazins GlobKult, das seither von Renate Solbach und Ulrich Schödlbauer verantwortet wird.

## Ehrung
- 2008 Bundesverdienstkreuz am Bande der Bundesrepublik Deutschland

## Bücher
- „…dabei gewesen…“ Von der friedlichen Revolution in den Deutschen Bundestag. Erinnerungen an bewegte Zeiten. OsirisDruck, Leipzig 2009, ISBN 978-3-941394-48-3.
- Die DDR – ein Unrechtsstaat von Geburt an. Mit historischen Dokumenten zu Lug und Trug in der DDR-Geschichte. OsirisDruck, Leipzig 2016, ISBN 978-3-941394-54-4.
- Die SPD und der Streit um die Auseinandersetzung mit den Erben von KPD, SED, SED-PDS, Linksaußen. Heft 01: Fünf Jahre SPD in Ostdeutschland 1989 - 1994. Eigenverlag, Leipzig 2016, ISBN 978-3-00-052833-0.
- Spatzenfritz und Spatzengret. (Hrsg., verfasst von Dorothea Nennstiel-Deilmann), OsirisDruck, Leipzig 2016, ISBN 978-3-941394-49-0.
- mit Richard Schröder und Eva Quistorp: Weltoffenes Deutschland? – Zehn Thesen, die unser Land verändern. Herder, Freiburg 2018, ISBN 978-3-451-38187-4.